# Singapore LionsXII
Singapore LionsXII oder LionsXII (Lions Twelve) waren ein Fußballverein aus Singapur, der von 2012 bis 2015 in der höchsten Liga von Malaysia, der Malaysia Super League, spielte.

## Erfolge
- Malaysia FA Cup

Sieger: 2015
- Malaysia Super League

Vizemeister: 2012
Meister: 2013
- Piala Sumbangsih

2. Platz: 2014

## Stadion
Der Verein trug seine Heimspiele im Jalan Besar Stadium in Singapur aus. Das Stadion hat ein Fassungsvermögen von 6000 Personen. Eigentümer sowie Betreiber der Sportstätte ist das Singapore Sports Council.
Koordinaten: 1° 18′ 36,1″ N, 103° 51′ 37,2″ O

## Trainer von 2011 bis 2015
| Name               | Zeit bei Singapore LionsXII | Zeit bei Singapore LionsXII |
| Name               | von                         | bis                         |
| ------------------ | --------------------------- | --------------------------- |
| Varadaraju Moorthy | 5. Dezember 2011            | 31. Oktober 2013            |
| Fandi Ahmad        | 30. November 2013           | 30. November 2015           |

## Beste Torschützen von 2012 bis 2015
| Saison | Name          | Tore |
| ------ | ------------- | ---- |
| 2012   | Shahril Ishak | 10   |
| 2013   | Shahril Ishak | 8    |
| 2014   | Khairul Amri  | 7    |
| 2015   | Faris Ramli   | 8    |

## Saisonplatzierung

### Liga
| Saison | Liga                  | Liga   | Liga | Liga | Liga | Liga  | Liga   | Liga     | Liga |
| Saison | Liga                  | Spiele | S    | U    | N    | Tore  | Punkte | Position |      |
| ------ | --------------------- | ------ | ---- | ---- | ---- | ----- | ------ | -------- | ---- |
| 2012   | Malaysia Super League | 26     | 15   | 5    | 6    | 48:23 | 50     | 2.       |      |
| 2013   | Malaysia Super League | 22     | 12   | 7    | 3    | 32:15 | 43     | 1.       |      |
| 2014   | Malaysia Super League | 22     | 8    | 4    | 10   | 26:27 | 28     | 8.       |      |
| 2015   | Malaysia Super League | 22     | 9    | 6    | 7    | 36:32 | 33     | 7.       |      |

### Pokal
| 2012 | Viertelfinale | Halbfinale    |
| 2013 | 1. Runde      | Viertelfinale |
| 2014 | 2. Runde      | Gruppenphase  |
| 2015 | Sieger        | Viertelfinale |

## Mannschaftskapitäne von 2012 bis 2015
| Jahr | Mannschaftskapitän |
| ---- | ------------------ |
| 2012 | Shahril Ishak      |
| 2013 | Shahril Ishak      |
| 2014 | Isa Halim          |
| 2015 | Izwan Mahbud       |

## Ausrüster und Sponsoren
| Jahr | Ausrüster | Trikotsponsor |
| ---- | --------- | ------------- |
| 2012 | Nike      | StarHub       |
| 2013 | Nike      | StarHub       |
| 2014 | Nike      | StarHub       |
| 2015 | Nike      | StarHub       |